# Zhou Wenju

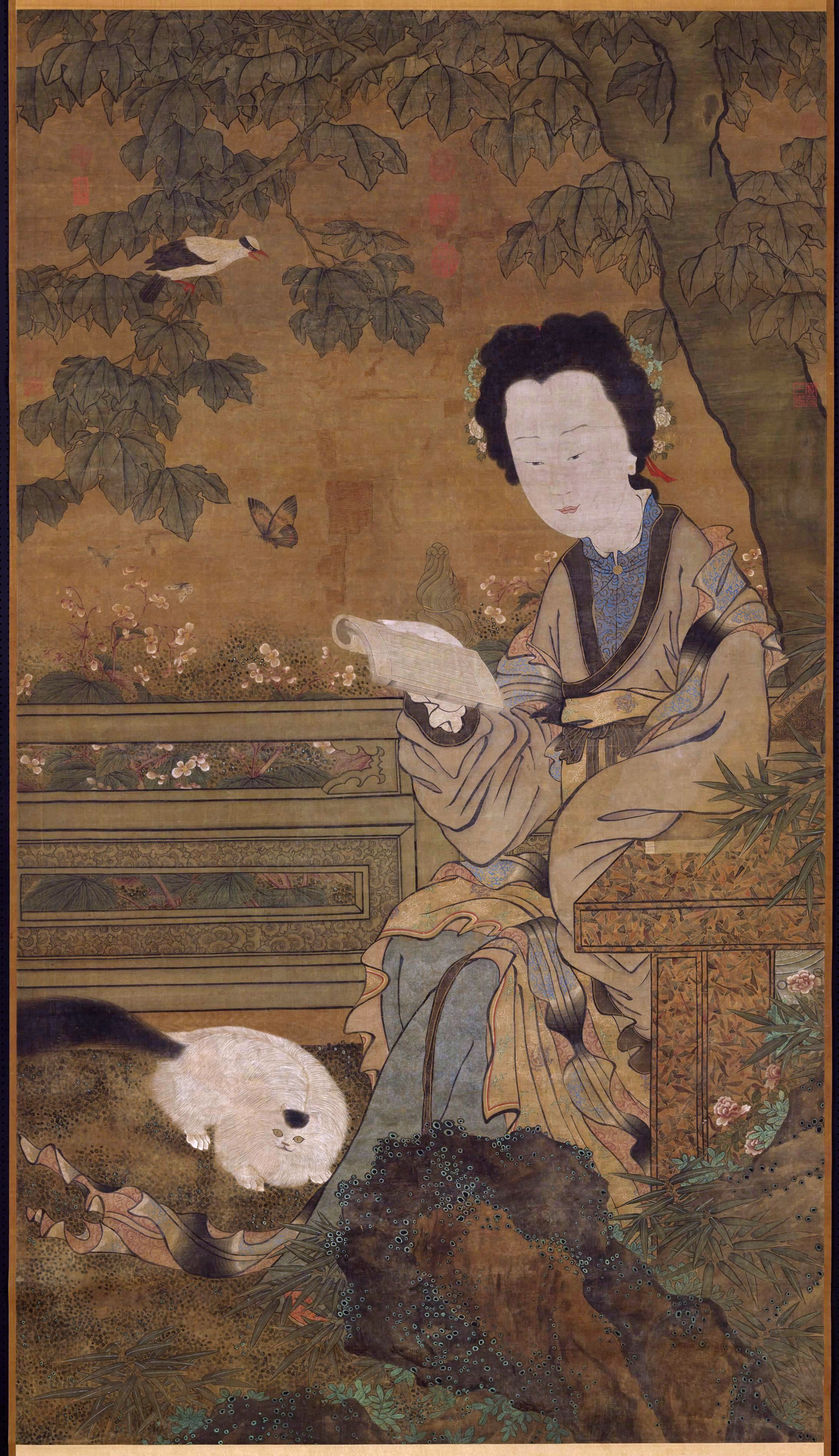
Werk von Zhou Wenju: Frau mit Katze

Zhou Wenju (chinesisch 周文矩) (bl. 942–961), auch bekannt als Chou Wen-chu, war ein chinesischer Maler während der Fünf Dynastien und Zehn Reiche (907–960). Seine genauen Lebensdaten sind unbekannt.
Zhou wurde in Jurong (Zhenjiang) geboren und spezialisierte sich auf Figurenmalerei. Er war am Hof des Südlichen Tang-Reichs tätig. Zhou war beteiligt an einem Gemeinschaftswerk beim Neujahrs-Bankett des Kaisers Li Jing 947.